# Sibon merendonensis
Sibon merendonensis là một loài rắn trong họ Rắn nước. Loài này được Rovito, Papenfuss & Vásquez-Almazán mô tả khoa học đầu tiên năm 2012.